# Véronique Tognifodé Mewanou
Véronique Tognifodé Mewanou est une gynécologue-obstétricienne et femme politique béninoise, ministre dans le gouvernement du président Patrice Talon.

## Carrière
Véronique Tognifodé Mewanou est gynécologue-obstétricienne  ainsi qu'enseignante-chercheuse à la Faculté des Sciences de la Santé (FSS) de l'université d'Abomey-Calavi.
Elle devient ministre des Affaires sociales et de la Microfinance le 5 septembre 2019,.